# Mörttjärnen (Brattfors socken, Värmland, 662877-139140)
Mörttjärnen är en sjö i Filipstads kommun i Värmland och ingår i Göta älvs huvudavrinningsområde.